# Albuera
Albuera es un municipio filipino de la provincia de Leyte, en la isla homónima, zona de lengua samareña y con una población de algo más de 40.000 habitantes al finalizar la primera década del siglo XX. En el año 2013  la ciudad, como toda la región, sufrió de modo notable los efectos negativos del tifón Haiyan. En 2016 su población era de 2.031 habitantes según el INE.

## Ubicación
Albuera se encuentra en la zona de la costa noroeste de la isla de Leyte.

## Barangays
Los barrios de Albuera son los siguientes:
- Antipolo
- Balugo
- Cambalading
- Damula-an
- Doña Maria (Kangkuirina)
- Mahayag
- Mahayahay
- Población
- Salvación
- San Pedro
- Seguinon
- Sherwood
- Tabgas
- Talisayan
- Tinag-an